# Frederick Theodore Frelinghuysen
Frederick Theodore Frelinghuysen (født 4. august 1817 i Millstone, New Jersey, USA, død 20. maj 1885 i Newark, New Jersey) var en amerikansk republikansk politiker.
Hans far døde da han kun var tre år gammel. Han blev adopteret af farbroderen Theodore Frelinghuysen. Farbroderen var senator 1829-1835 og vicepræsidentkandidat i 1844 for whig-partiet.
Han blev udeksamineret i 1836 fra Rutgers College. Han indledede i 1839 sin karriere i farbroderens advokatfirma. Han arbejdede som advokat for Central Railroad of New Jersey og andre selskaber. Han giftede sig med Matilda Elizabeth Griswold. Parret fik tre døtre og tre sønner.
Han var medlem af USA's senat 1867-1869 og 1871-1877. Præsident Ulysses S. Grant udnævnte ham i 1870 til USA's minister i Storbritannien men Frelinghuysen takkede nej til opgaven.
Han gjorde tjeneste som USA's udenrigsminister 1881-1885 under præsident Chester A. Arthur.